# Guberniya

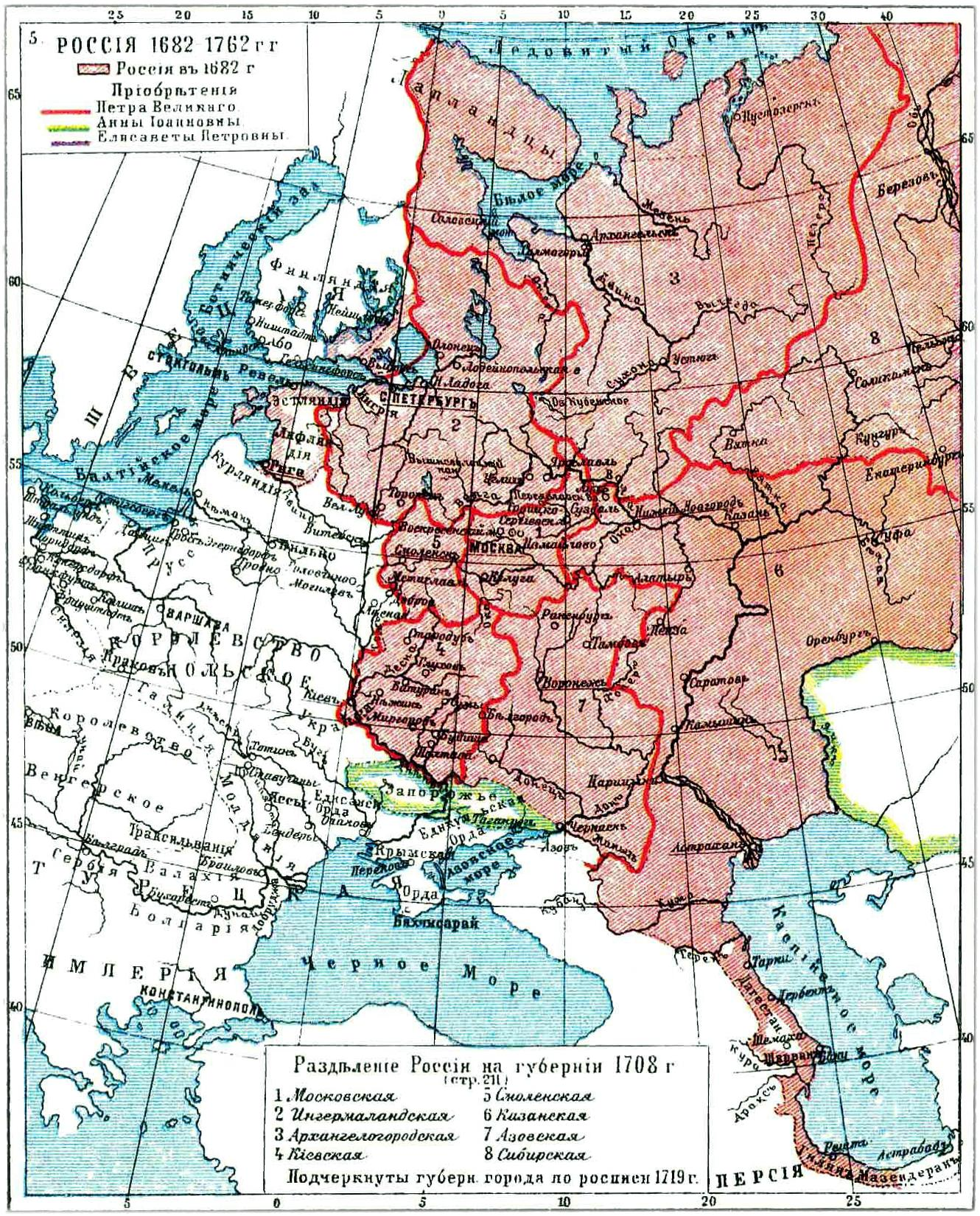
Phân chia hành chính của Nga thành các guberniya năm 1708

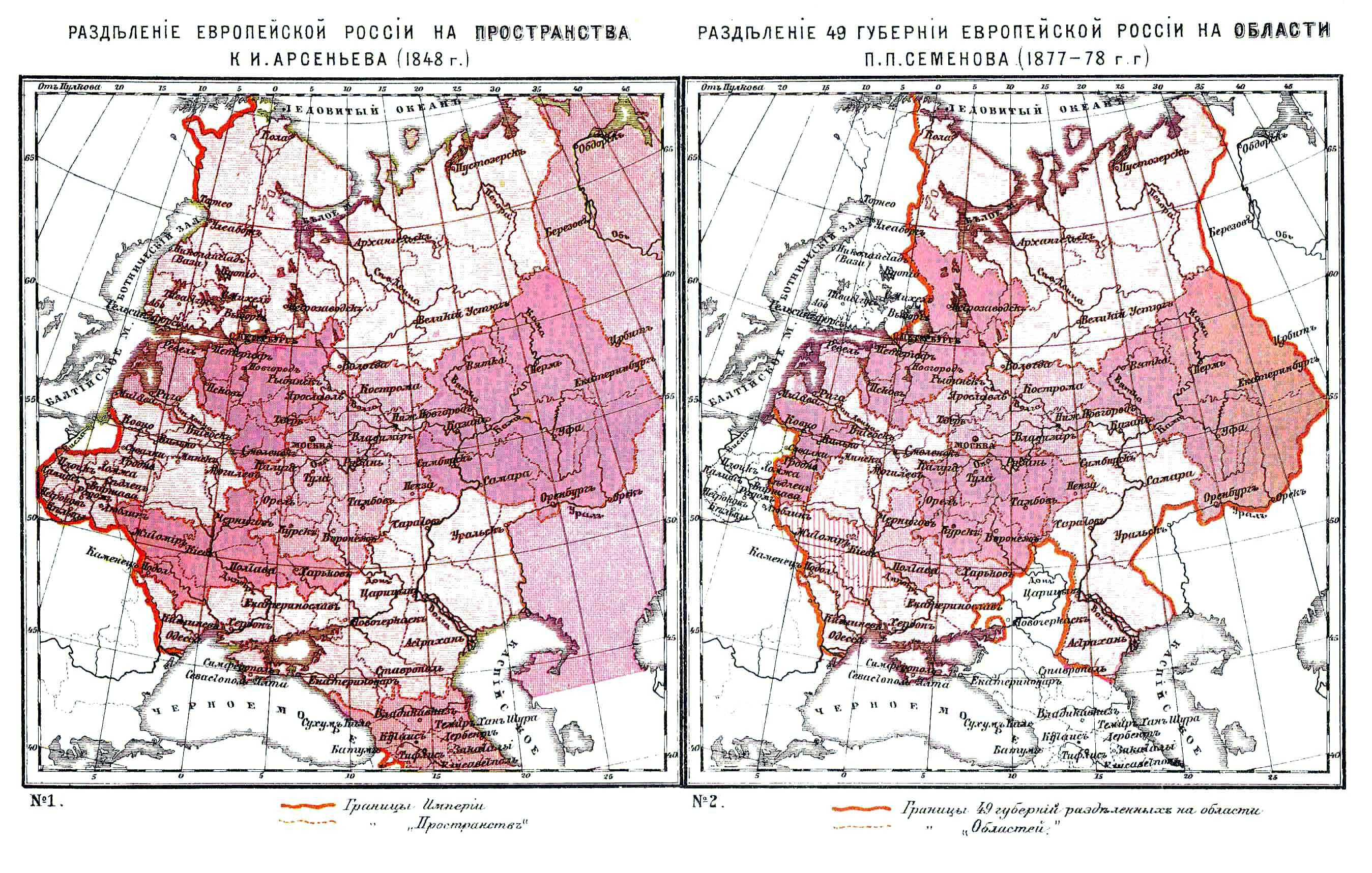
Đế quốc Nga các năm 1848 và 1878

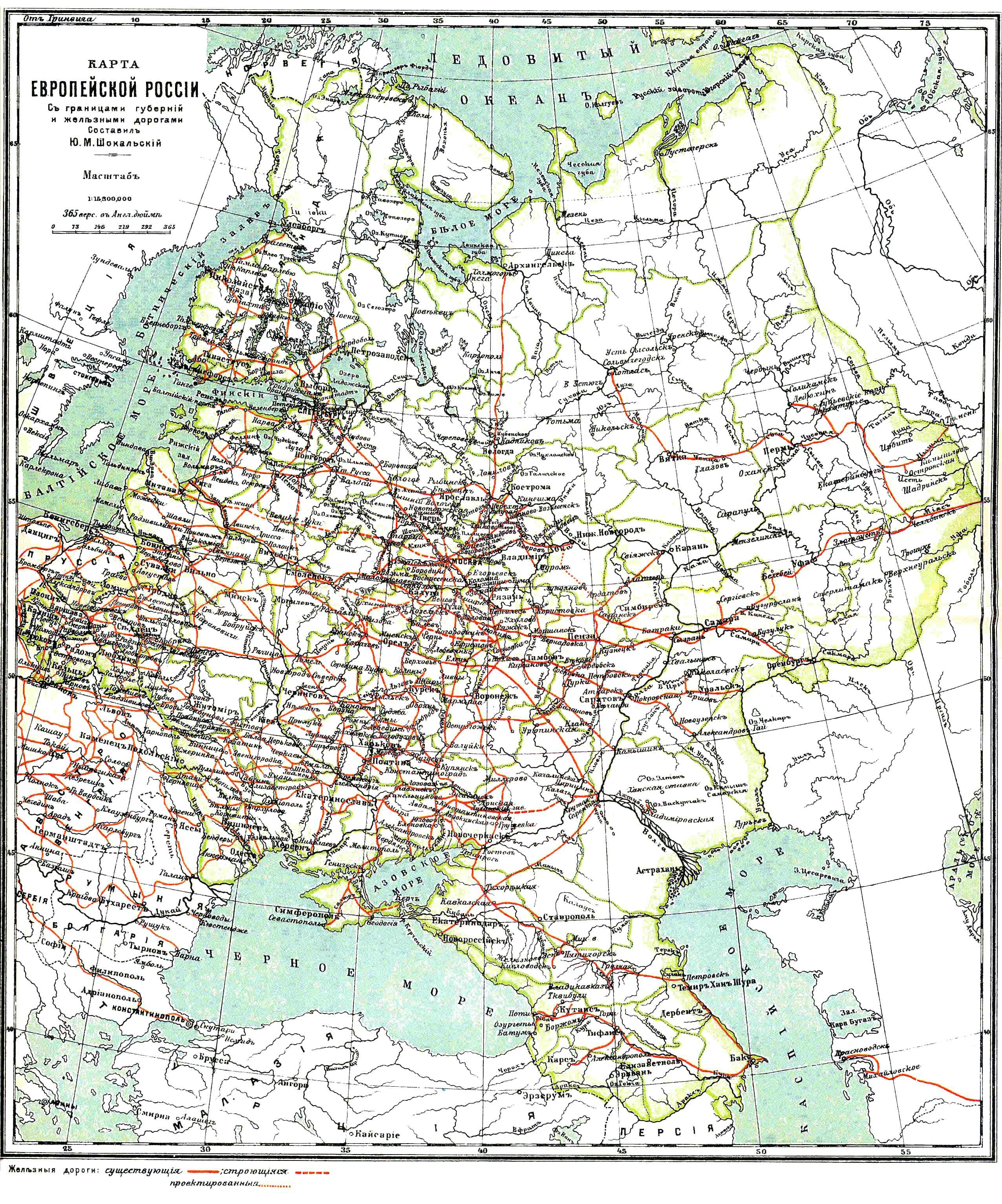
Phần thuộc châu Âu của Đế quốc Nga (đầu thế kỷ 20)

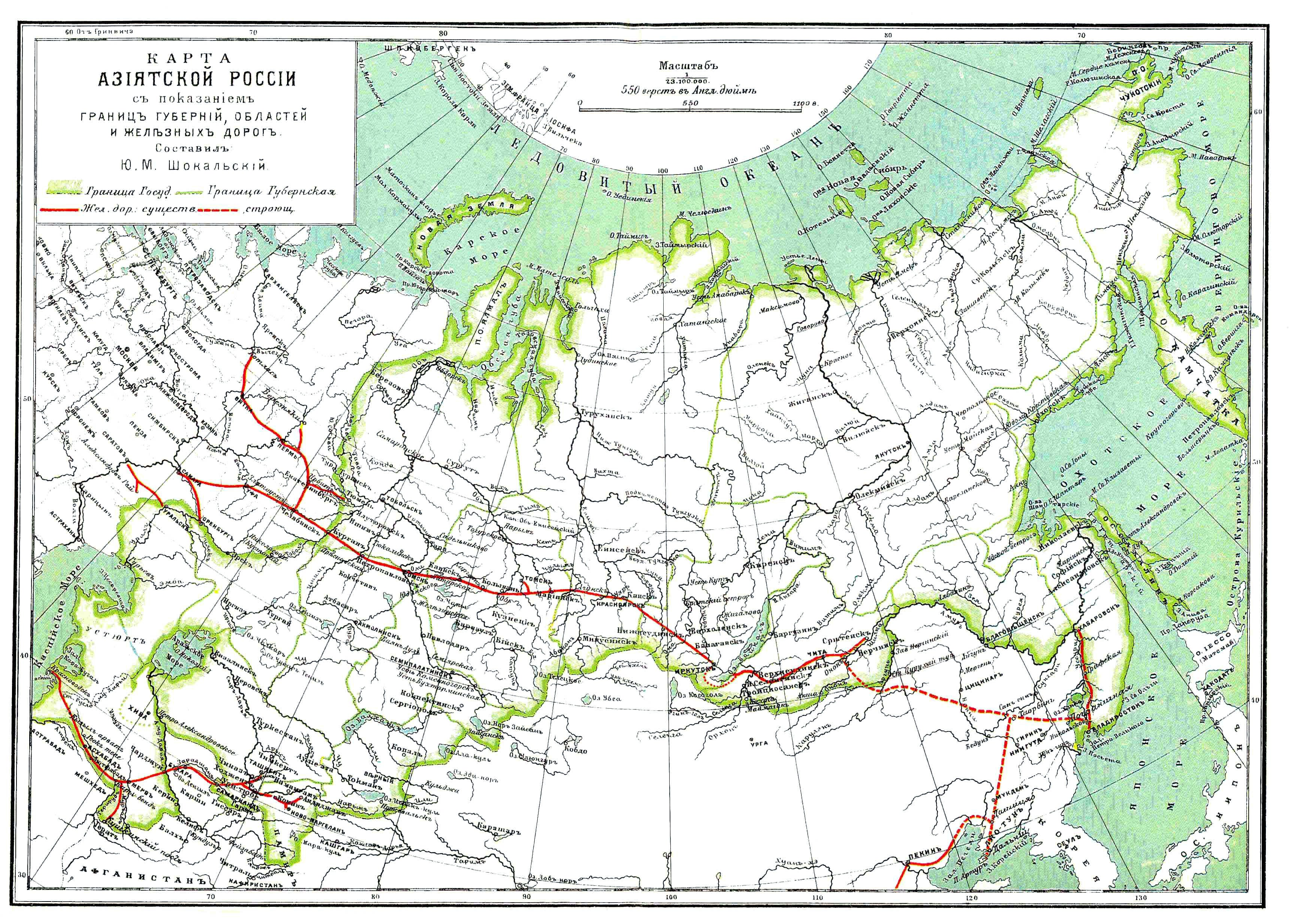
Phần thuộc châu Á của Đế quốc Nga (đầu thế kỷ 20)

Guberniya (tiếng Nga: губерния, IPA: guˈbʲɛrnʲɪɪ) (còn phiên tự thành gubernia, guberniia, gubernya) là kiểu đơn vị hành chính-lãnh thổ cao nhất của Đế quốc Nga, cũng như của Cộng hòa Xã hội chủ nghĩa Xô viết Liên bang Nga và Liên bang Xô viết từ đầu thế kỷ 18 tới cuối thập niên 1920, thông thường được dịch sang tiếng Việt là tỉnh, trấn hay phủ
Sự phân chia hành chính này được tạo ra theo chỉ dụ của Sa hoàng Pyotr Đại đế ngày 18 tháng 12 năm 1708, trong đó chia nước Nga thành 8 guberniya là Sankt Peterburg (trước năm 1710 là Ingermanlandsk), Moskva, Arkhangelogorodsk, Smolensk, Kiev, Kazan, Azov, Siberi. Trong giai đoạn 1713-1719 đã lập thêm 3 guberniya mới nữa là: Nizhegorod, Astrakhan, Riga, còn guberniya Smolensk bị phân chia cho hai guberniya cận kề là Moskva và Riga. Cơ cấu tổ chức chính quyền các guberniya được hình thành trong giai đoạn 1713-1719. Ban đầu (năm 1710), guberniya phân chia thành các dolya (phần), từ 1719 thành các provinciya (провинция: cũng được dịch là tỉnh trong tiếng Việt), mỗi provinciya chia tiếp thành các distrikt (huyện). Một guberniya thuộc quyền quản lý của gubernator (tiếng Nga: губернатор), một từ có thể là vay mượn từ tiếng Latinh gubernator hay tiếng Hy Lạp kybernates, được dịch sang tiếng Việt là tỉnh trưởng, thống đốc, tổng đốc, tổng trấn, tuần phủ (tại Ingermanlandsk và Azov là general-gubernator (генерал-губернатор)), các provinciya là voevoda (воевода), các distrikt là ủy viên hội đồng địa phương (земский комиссар).
Dưới sự lãnh đạo của gubernator là bộ máy hành chính-quan lại nhiều bộ phận; gubernator thực hiện các chức năng hành chính, cảnh sát, tài chính, tư pháp và chỉ huy quân sự trong các guberniya dưới quyền kiểm soát.
Sau đó, số lượng các guberniya trong giai đoạn 1744-1764 đã tăng lên thành trên 20.
Sự hiện thực hóa kế tiếp của hệ thống quản lý hành chính địa phương tương ứng với chương trình cải cách của Pyotr gắn liền với "Thể chế quản lý các guberniya trong đế quốc Nga" năm 1775 (hoàn thành năm 1780). Sự thúc đẩy bổ sung là nhu cầu củng cố chính quyền trung ương tại địa phương sau Khởi nghĩa nông dân dưới sự lãnh đạo của Y. I. Pugachyov. "Thể chế" đã lập ra một hệ thống quan lại phức tạp của chính quyền guberniya, trong đó vai trò chủ yếu thuộc về tầng lớp quý tộc; hệ thống này được củng cố bằng các tổ chức tự quản của giai cấp quý tộc. Một vài chức vụ, do các quý tộc đảm nhiệm, là do bầu cử mà ra. Thể chế đã đặt nền móng cho các dạng hình quản lý chính quyền địa phương sau này trong đế quốc Nga.
Từ chỗ chỉ là 20 guberniya khi bắt đầu sự trị vì của nữ hoàng Ekaterina II (1762-1796), người ta đã lập ra 40 guberniya với dân số khoảng 300-400 nghìn người trong mỗi guberniya (đến cuối thời kỳ trị vì của bà thì kể cả các lãnh thổ đã thống nhất đã là 51 guberniya), thủ tiêu các provintxia; các guberniya hợp nhất thành namestnichestvo (наместничество- đôi khi được dịch thành tổng trấn hay phó vương) (phần lớn là 2-3 guberniya), phân chia ra thành các okrug hay uyezd với 20-30 nghìn dân (khoảng 12-15 trên một guberniya, tổng cộng khoảng 500 uyezd). Mỗi tổng trấn này do một namestnik (наместник) hay general-gubernator điều hành. Các namestnik và gubernator trực thuộc Thượng viện và Ủy ban kiểm tra của Viện công tố, đứng đầu là tổng chưởng lý. Đứng đầu mỗi uyezd là một kapitan-ispravnik, được hội nghị quý tộc uyezd bầu một nhiệm kỳ là 3 năm. Trợ tá gần nhất của gubernator là vice gubernator (phó tỉnh trưởng). Tuy nhiên, từ "guberniya" vẫn còn được sử dụng. Tương tự, cụm từ general gubernatorstvo (генерал губернаторство) cũng được dùng để chỉ vùng lãnh thổ thực tế mà general-gubernator cai trị. Văn phòng General gubernator có nhiều quyền lực hành chính hơn và ở vị trí cao hơn so với văn phòng guberniya trước đây.
Giai đoạn từ 1796 tới 1797 người ta thực hiện cải cách cơ chế các guberniya lần thứ hai, trong đó người ta giải thể các namestnichestvo. Theo sắc lệnh của Thượng viện Nga ngày 31 tháng 12 năm 1796, văn phòng general gubernator đã bị hạ cấp xuống thành gubernator, và nước Nga lại phân chia thành các guberniya, mỗi guberniya thành các uyezd, mỗi uyezd thành các volost (волость: xã). Tuy nhiên, một vài general gubernatorstvo với thành phần là vài guberniya vẫn còn tồn tại tới năm 1917.
Trong thế kỷ 19 đã diễn ra sự phân định các tổ chức hành chính-lãnh thổ thành 2 nhóm: trên phần lãnh thổ thuộc châu Âu của Đế quốc Nga người ta duy trì các tổ chức общегубернская (trong thập niên 1860 là 51 gubernia); tại các vùng biên cương (ngoại trừ krai Ostzeisk là 3 guberniya) người ta thiết lập hệ thống general-gubernatorstvo. Ngoài ra, vào nửa sau thế kỷ 19, đầu thế kỷ 20 cũng đã lập ra 20 oblast – các đơn vị hành chính ngang hàng với guberniya. Các oblast này nằm tại các lãnh thổ ven biên giới. Sự trung ương hóa và quan lại hóa chính quyền địa phương vẫn tiếp tục diễn ra. Sự đơn giản hóa bộ máy chính quyền địa phương cũng diễn ra với việc tăng cường sự phụ thuộc của nó trực tiếp vào gubernator.
Các cải cách thập niên 1860-1870, đặc biệt là trong tư pháp, quản lý địa phương và thị chính, đã dẫn tới sự khởi đầu mang tính tư sản trong việc có đại diện của mọi giai cấp thông qua bầu cử trong các tổ chức chính quyền địa phương và tòa án. Các cơ quan do bầu cử trong hệ thống tự quản địa phương (trong 34 guberniya) quản lý nền kinh tế địa phương, còn trong các thành phố là hội đồng thị chính và tòa thị chính. Các cuộc phản-cải cách địa phương (1890) và thị chính (1892) đã tăng cường quyền đại diện của tầng lớp quý tộc trong chính quyền tự quản địa phương và các đơn vị hành chính trực thuộc nó. Việc áp dụng hệ thống người đứng đầu địa phương (1889) như là những người có các quyền năng địa chủ-quý tộc (được chỉ định ra từ các quý tộc) với các chức năng hành chính, tư pháp và tài chính đã dẫn tới hình thức chính quyền tự quản phi-nông dân.
Bộ máy chính quyền địa phương tại các guberniya còn duy trì quyền lực tới đầu thế kỷ 20. Trong thời gian cầm quyền của thủ tướng Stolypin (1907-1910) người ta đã phục hồi các biện pháp khẩn cấp trong quản lý. Vai trò của các cơ quan cảnh sát (sở mật thám) và сác tổ chức của giai cấp quý tộc (Hội đồng quý tộc thống nhất) được tăng cường.
Sau Cách mạng tháng Hai Nga năm 1917, Chính phủ lâm thời Nga đã duy trì mọi hệ thống các thể chế của guberniya, chỉ có gubernator được thay thế bằng commissar guberniya (ủy viên hội đồng tỉnh), còn tại các uyezd là commissar uyezd (ủy viên hội đồng huyện), nhưng với sự chiếm đa số của thành phần địa chủ-quý tộc. Khi đó các xô viết cũng hình thành, nhằm chống lại chính quyền địa phương của Chính phủ lâm thời.
Sau Cách mạng tháng Mười Nga năm 1917, người ta giữ nguyên sự phân chia guberniya nguyên thủy, nhưng thủ tiêu toàn bộ bộ máy chính quyền guberniya cũ và thiết lập các cơ quan mới của chính quyền Xô viết, đứng đầu là ban chấp hành guberniya (gubispolkom), được bầu ra tại đại hội các Xô viết guberniya.
Tới năm 1917 đã có 78 guberniya, trong số đó 25 guberniya trong giai đoạn 1917-1920 đã tách ra để sáp nhập vào Ba Lan, Phần Lan, các quốc gia vùng ven Baltic. Sự phân chia hành chính-lãnh thổ theo kiểu guberniya đã bị thủ tiêu trong giai đoạn 1924-1929 với sự ra đời của các raion tại Liên Xô và bị thay thế bằng oblast/krai, và muộn hơn là các okrug.
Tại Nga ngày nay, mặc dù từ guberniya đã lỗi thời, nhưng từ gubernator vẫn còn được sử dụng để chỉ người đứng đầu các oblast hay krai.